# Jan Adam Vratislav z Mitrovic
Hrabě Jan Adam Bernard Vratislav z Mitrovic (též německy Johann Adam Bernhard Wratislaw von Mitrowitz, 20. května 1677, Chotoviny – 2. června 1733, Mödling u Vídně) byl český šlechtic z rodu Vratislavů z Mitrovic a český vlastenec. Působil jako římskokatolický duchovní. 14. června 1711 vysvěcen na biskupa královéhradeckého, intronizován 7. září 1711 jako 6. biskup královéhradecký. Na vlastní žádost přeložen do litoměřické diecéze v roce 1721. V Litoměřicích intronizován 3. května 1722. 4. sídelní biskup litoměřické diecéze v letech 1721–1733. 5. května 1733 byl jmenován pražským arcibiskupem, zemřel však těsně před převzetím tohoto úřadu. 

## Původ
Jan Adam Vratislav z Mitrovic pocházel ze starého vladyckého rodu Vratislavů z Mitrovic, z rodové větve vlastnící více drobných statků (Korkyně, Starý Knín, Rakvice a Chotoviny, který zakoupil Václav Vojtěch Vratislav z Mitrovic, otec budoucího litoměřického biskupa, v roce 1669). Matka Jana Adama Vratislava Johanka Veronika z Říčan zemřela 7. prosince 1723. Se svým mužem měla čtyři syny a čtyři dcery. Všichni synové se stali duchovními. Nejstarší Ivan Augustin, narozen roku 1670, vstoupil do jezuitského řádu, Jan Adam Vratislav se stal 4. litoměřickým biskupem, třetí syn Jan Václav vstoupil do řádu theatinů a poslední Jan Josef Vratislav z Mitrovic byl nejdříve světským (diecézním) knězem, od roku 1719 proboštem kapituly Všech Svatých v Praze a roku 1733 se stal 9. biskupem královéhradeckým.

## Studium a církevní kariéra
Jan Adam Vratislav z Mitrovic začal studovat v jezuitském konventu v Jindřichově Hradci. Již na studiích se začalo projevovat jeho české vlastenectví. Na kněze ho vysvětil pražský světící biskup Vít Seipel v roce 1701. Nejdříve se stal kanovníkem v kapitule v Olomouci. Od roku 1702 byl jmenován kanovníkem pražské Svatovítské kapituly. Roku 1703 se stal assesorem pražské konzistoře a získal funkci kapitulního děkana, v dnes již zaniklé kapitule, u sv. Apolináře v Praze. V roce 1708 se stal proboštem kolegiátní kapituly ve Staré Boleslavi a týž rok také proboštem kapituly Všech Svatých v Praze. 15. prosince 1709 byl zvolen proboštem vyšehradským. Tímto aktem získal statek v Žitenicích u Litoměřic, který byl v majetku vyšehradské kapituly.

## Biskupská hodnost
Dne 24. listopadu 1710 Jana Adama Vratislava z Mitrovic jmenoval císař Josef I. do biskupské hodnosti. Toto jmenování potvrdil 12. května 1711 také papež. Na biskupa ho vysvětil 14. června 1711 kardinál Kristián August vévoda Saský, arcibiskup ostřihomský a primas v Uhrách. Slavnostní intronizace v královéhradecké katedrále Svatého Ducha se konala 7. září 1711.

## VI. sídelní biskup královéhradecké diecéze

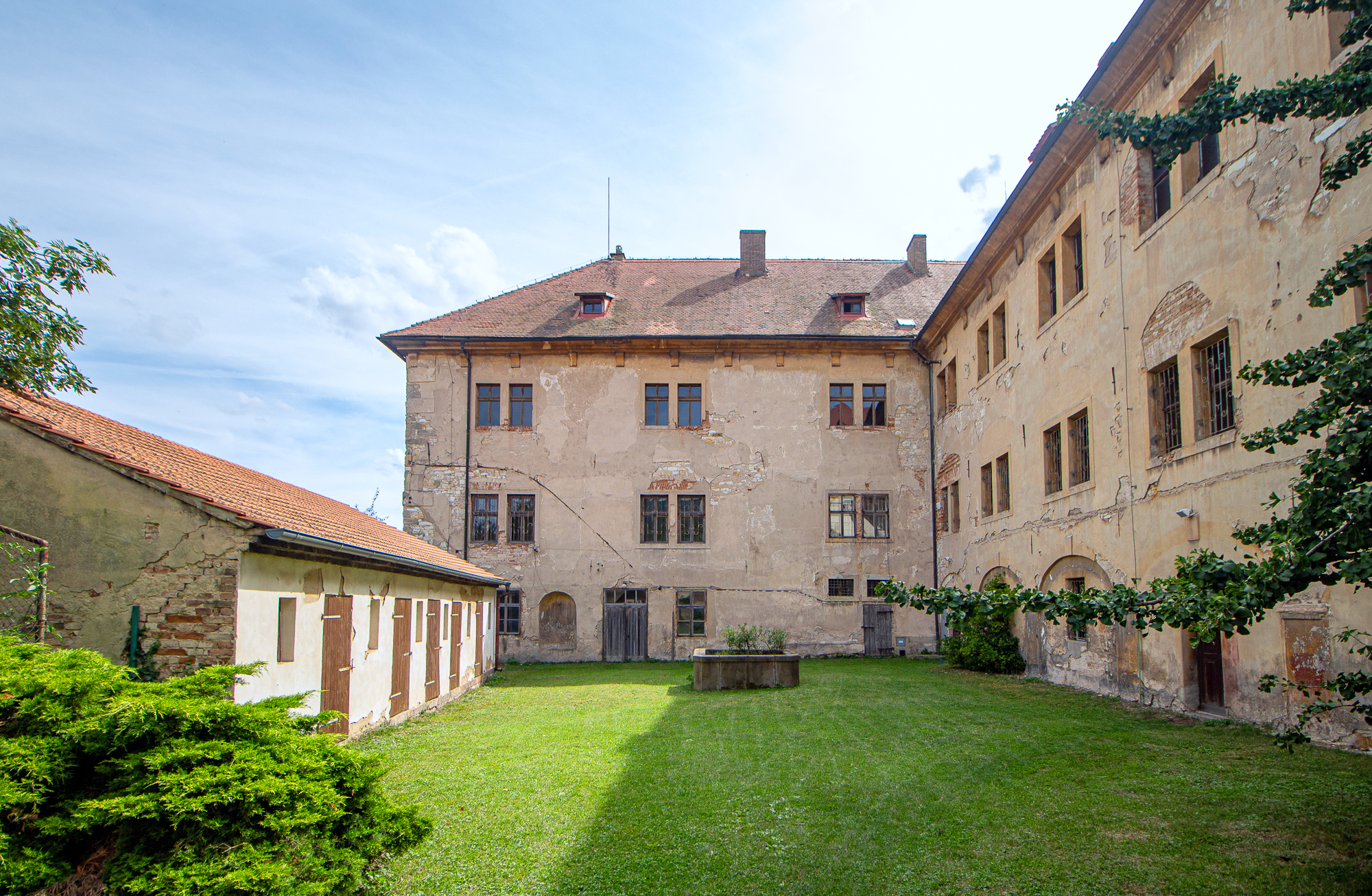
Zámek Žitenice

Jako nový biskup zaslal do Říma prosbu, aby mohl i nadále držet proboštství vyšehradské a jako letní sídlo žitenický zámek. Vyšehradská kapitula byla přímo podřízena papežskému stolci. Žitenický statek se zámkem mu pak náležel až do smrti. Vyhověl žádosti litoměřického biskupa Huga Františka z Königsegg-Rottenfelsu a v době jeho časté nepřítomnosti v Litoměřicích ho zastupoval v biskupské službě. V letech 1709–1714 dal v Hradci Králové přebudovat bývalý purkrabský dům na bohoslovecký seminář. Rektorem semináře jmenoval kněze Jiřího Průšu. V roce 1716 do tohoto semináře vstoupilo prvních šest bohoslovců. V Hradci Králové dal roku 1721 vystavět novou kapli zasvěcenou královéhradeckému patronu sv. Klimentovi. Inicioval postavení sochy Panny Marie na Velkém náměstí, dal obnovit kostel sv. Antonína na tzv. Mýtském náměstí v Hradci Králové.
Jako sídlo královéhradeckých biskupů sloužil zámek v Chrasti u Chrudimi. Tento zámek dal upravit a rozšířit. Současně byl opraven i kostel sv. Martina v Chrašicích. Do královéhradecké diecéze povolal soudobé slavné umělce, jako byl stavitel Jan Blažej Santini-Aichel, malíř Petr Brandl, sochař Matyáš Bernard Braun a další. V roce 1713 dal vzniknout sedmému královéhradeckému kanonikátu. Královéhradecká kapitula tak mohla vykonávat předepsané činnosti, počínaje pravidelnými kanovnickými hodinkami.
V roce 1712 Jan Adam Vratislav z Mitrovic založil klášter voršilek v Kutné Hoře, v roce 1714 piaristickou kolej v Rychnově nad Kněžnou. Zároveň také vyhlásil sv. Klimenta patronem královéhradecké diecéze. V roce 1719 dal vzniknout konventu servitů v Králíkách.

## IV. sídelní biskup litoměřické diecéze

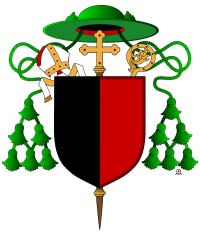
Znak litoměřického biskupa Jana Adama Vratislava z Mitrovic

Když 6. září 1720 v Bonnu zemřel litoměřický biskup Hugo František z Königsegg-Rottenfelsu, požádal hradecký biskup Jan Adam Vratislav z Mitrovic císaře Karla VI. o přeložení do Litoměřic. 9. ledna 1721 císař dal souhlas a 24. září 1721 byl potvrzen i papežem. Tento krok znamenal také, že podal rezignaci na biskupství královéhradecké a další významné funkce. Požádal však, aby mu zůstalo proboštství vyšehradské a panství žitenické. Bylo mu v této věci vyhověno. Intronizace se konala 3. května 1722 v litoměřické katedrále.
Po svém přeložení do Litoměřic zvýšil počet kaplanů ze čtyř na šest. Tímto krokem připravil základ k vybudování litoměřického semináře. Pro litoměřickou konzistoř vydal statuta a nařízení. V důsledku tohoto kroku byla zvýšena její pravomoc a omezena stávající praxe farářů, mohli sami přijímat či propouštět kaplany bez jejího souhlasu. Od roku 1724 se mu podařilo obsadit všechny farnosti v diecézi a nebylo již třeba žádat o výpomoc kněží z jiných diecézí. Rozšířil počet farností i nových kostelů v diecézi. Podporoval především chudé patronáty a dosáhl toho, že solní pokladna, spravovaná státní mocí, každoročně uvolňovala pro chudé patronáty 1000 až 1500 zlatých.
Inicioval vyhlášení odpustků papežem pro ty, kteří se budou zdravit: „Pochválen buď Ježíš Kristus“ (latinsky: Laudetur Jesus Christus nebo Laudetur Iesus Christus). Vratislavova hluboká zbožnost vedla k rozšíření tohoto pozdravu po celé diecézi. Četné a důkladné písemné vizitace vedly k tomu, že osobně a opravdu dobře znal všechny farnosti v litoměřické diecézi. Jako velký ctitel Panny Marie se zasloužil o poutní kostel v Křešicích u Litoměřic.
V období duchovní správy královéhradecké diecéze si zvolil za ceremoniáře kněze Jana Tomáše Berghauera, rodáka z Chebu, který se zasloužil o české církevní dějiny. V letech 1728–1749 byl Berghauer farářem v Řehlovicích, v jejich části jsou i historické Stadice spojené se zakladatelem vládnoucí dynastie Přemyslem Oráčem. Právě tam ho za faráře jmenoval biskup Jan Adam Vratislav. Berghauera a biskupa spojovaly stejné zájmy a cíle. Biskupovým vlivem se Berghauer stal českým patriotem. Zajímal se o Jana Nepomuckého a společně s biskupem se účastnil v Praze v roce 1729 jeho svatořečení. 21. května 1730 pak biskup Jan Adam Vratislav spolu s Berghauerem uspořádali první velkou svatojánskou slavnost v litoměřické diecézi. Vratislav zůstal i ve vysoké církevní funkci českým vlastencem, usilující o český jazyk. Nechybělo mu hluboké sociální cítění a štědrost. Rozdával almužny chudým, zvláště rád navštěvoval nemocné. Byl vážený a oblíbený všude, kde se objevil.

## Jmenování pražským arcibiskupem
11. dubna 1733 zemřel pražský arcibiskup Daniel Josef Mayer z Mayernu, který byl v úřadu necelý rok. Bylo tedy nutné co nejdříve jmenovat nového arcibiskupa. Zvolen byl litoměřický biskup. Císař Karel VI. ho 5. května 1733 oficiálně jmenoval. Biskup Jan Adam Vratislav odjel do Vídně, aby poděkoval za toto vyznamenání, ale na zpáteční cestě 2. června 1733 v Mödlingu u Vídně náhle zemřel. Pohřeb se konal po převozu těla 26. ledna 1734 v katedrále sv. Štěpána v Litoměřicích, kde byl pohřben do krypty u oltáře Panny Marie Bolestné. Patřil k nejvýznamnějším litoměřickým biskupům.